# امیره محمدعلی
امیره محمدعلی (متولد ۱۶ ژانویه ۱۹۸۰) یک سیاستمدار آلمانی و از سال ۲۰۱۷ عضو بوندستاگ پارلمان آلمان است. محمدعلی از ۱۲ نوامبر ۲۰۱۹ به رهبری فراکسیون حزب حزب چپ آلمان (بطور مشترک با دیتمار بارش) در بوندستاگ رسید.
محمدعلی در منطقه فولسبوتل در شهر هامبورگ از پدری مصری و مادری آلمانی متولد شد. بعد از فارغ‌التحصیلی از دبیرستان در سال ۱۹۹۸ در وینترهوده، تحصیلات خود را در رشته حقوق در دانشگاه هایدلبرگ شروع کرد و در دانشگاه هامبورگ آن را به پایان رساند. وی دوره حقوقی خود را در دادگاه عالی اولدنبورگ بین سال‌های ۲۰۰۵ تا ۲۰۰۷ تکمیل کرد. محمدعلی متأهل است و از سال ۲۰۰۵ در اولدنبورگ زندگی می‌کند.

## فعالیت سیاسی

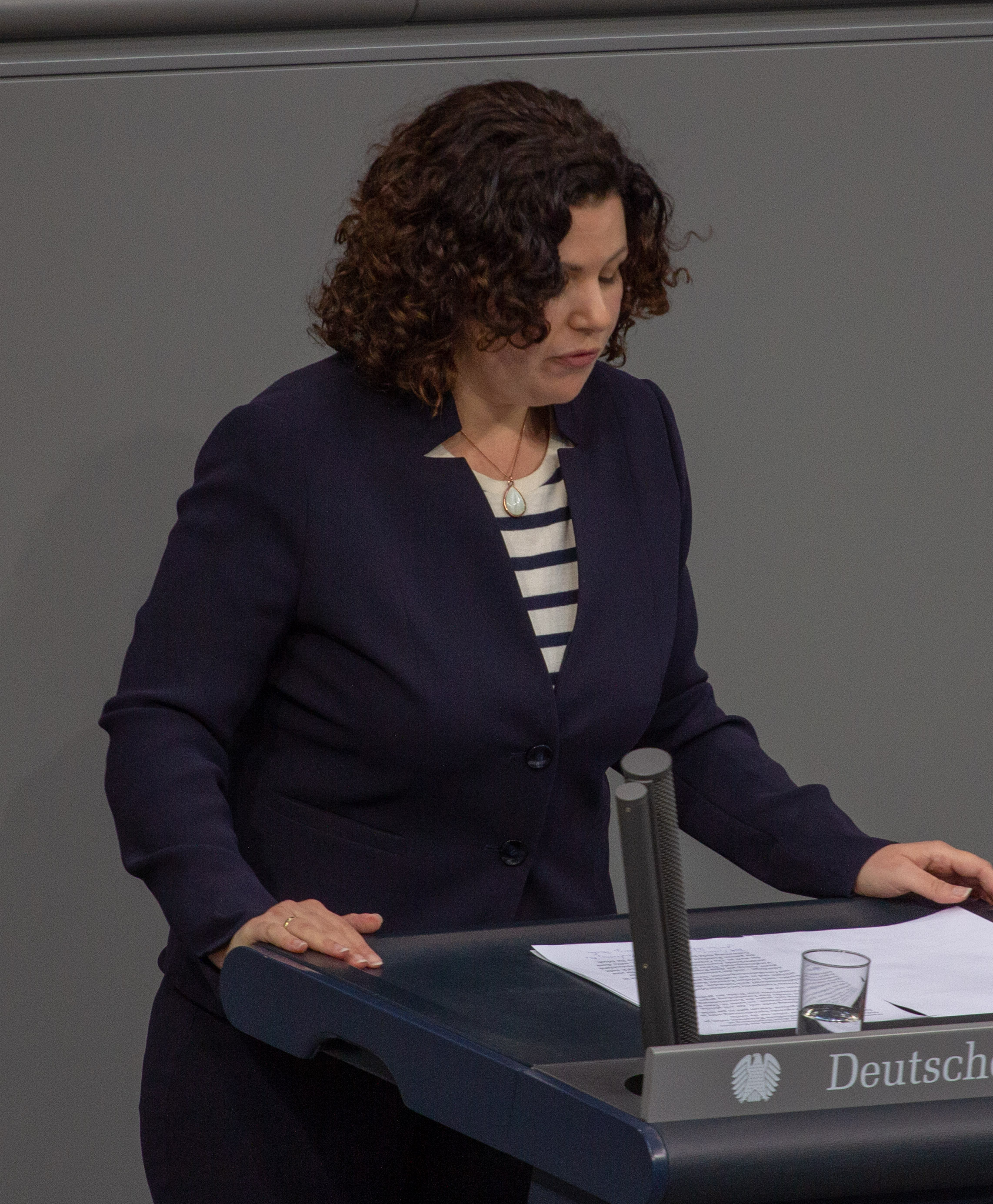
امیره محمد علی، نماینده بوندستاگ آلمان، در جلسه عمومی ۲۲ فروردین ۱۳۹۸ در برلین

امیره محمدعلی از سال ۲۰۱۸ عضو انجمن منطقه اولدنبورگ/آمرلند از حزب چپ بوده‌است. وی در انتخابات فدرال آلمان در سال ۲۰۱۷ نامزد کرسی اولدنبورگ-آمرلند در بوندستاگ از حزب چپ شد و مقام پنجم لیست حزب چپ از ایالت نیدرزاکسن را بدست آورد و به این ترتیب به بوندستاگ راه یافت. در نوزدهمین دوره بوندستاگ، او عضو کمیته امور حقوقی و حمایت از حقوق مصرف‌کننده و کمیته غذا و کشاورزی است. او همچنین سخنگوی گروه پارلمانی حزب چپ برای حمایت از مصرف‌کنندگان و حفاظت از حیوانات در بوندستاگ بود.
امیره محمدعلی در ۱۲ نوامبر ۲۰۱۹ به همراه دیتمار بارش بعنوان جانشین زهرا واگن‌کنشت به رهبری فراکسیون حزب چپ در بوندستاگ رسید و توانست کارن نیکول لای کاندیدای دیگر حزب را با ۳۶ رای در مقابل ۲۹ رای شکست دهد.

## مواضع سیاسی
محمدعلی همانند سلف خود واگن‌کنشت به جناح چپ حزب چپ آلمان تعلق دارد، اما برخلاف واگن‌کنشت او مخالفتی با ائتلاف احتمالی با احزاب سوسیال دموکرات و سبز در یک دولت ائتلافی ندارد.